# Cantó de Clermont
El cantó de Clermont és un cantó francès del departament de l'Oise, situat al districte de Clermont. Té 24 municipis i el cap és Clermont.

## Municipis
- Agnetz
- Airion
- Avrechy
- Avrigny
- Bailleul-le-Soc
- Blincourt
- Breuil-le-Sec
- Breuil-le-Vert
- Bulles
- Choisy-la-Victoire
- Clermont
- Épineuse
- Erquery
- Étouy
- Fitz-James
- Fouilleuse
- Lamécourt
- Litz
- Maimbeville
- La Neuville-en-Hez
- Rémécourt
- Rémérangles
- La Rue-Saint-Pierre
- Saint-Aubin-sous-Erquery

## Història
| Data d'elecció                           | Identitat         | Partit                      | Qualitat |
| ---------------------------------------- | ----------------- | --------------------------- | -------- |
| 1945-1958                                | Eugène Delahoutre | MRP                         |          |
| 1958-19..                                | M. Samson         | MRP                         |          |
| 19..-1964                                | Patrick Hersant   | radical                     |          |
| 1964-1982                                | André Pommery     | SFIO, després Divers gauche |          |
| 1982-                                    | André Vantomme    | PS                          |          |
| les dades anteriors no són pas conegudes |                   |                             |          |
|                                          |                   |                             |          |

## Demografia
| A partir de 1990: Població sense dobles comptes |